# Adeonella majuscula
Adeonella majuscula is een mosdiertjessoort uit de familie van de Adeonidae. De wetenschappelijke naam van de soort is voor het eerst geldig gepubliceerd in 1979 door Hayward & Cook.